# Kim Schuurbiers
Kim Schuurbiers, verheiratete Clarijs (* 5. August 1991) ist eine ehemalige niederländische Handballspielerin. Als Beachhandballspielerin gehörte sie der A-Nationalmannschaft der Niederlande an.

## Persönliches
Schuurbiers studierte von 2009 bis 2016 Medizin an der Erasmus-Universität Rotterdam. 2012 erlangte sie ihren Bachelor-Grad, 2016 den Master-Abschluss. Sie hat sich auf die Psychiatrie spezialisiert und arbeitet bei GGZ Delfland.

## Hallenhandball
Schuurbiers begann mit dem Handballsport beim SV Heerde. 2014 wechselte sie zum gerade in die vierte Liga abgestiegenen ehemaligen Erstligisten HV Foreholte. Mit diesem stieg sie ein Jahr später in die dritte, 2015 in die zweite Liga (Eerste divisie) auf. Weitere zwei Jahre später gelang der Aufstieg in Liga 1 (Eredivisie). Im ersten Jahr konnte die Liga als Neuntplatzierte gehalten werden, 2019 stieg der Verein als Zehntplatzierte wieder ab, woraufhin Schuurbiers ihre Karriere beendete.

## Beachhandball
Im Beachhandball spielte Schuurbiers als Specialist für den Studentenverein Camelot Beachhandball (Paksoft Camelot), der hier zu den niederländischen Spitzenmannschaften zählt. Schuurbiers qualifizierte sich mit der Mannschaft für die EBT-Finals 2014 und belegte den sechsten Platz. 2015 wurde gegen die Agenta Girls sogar das Finale erreicht, wo aber den Ungarinnen in zwei Sätzen unterlegen wurde. Ein Jahr später kam Camelot Beachhandball erneut in das Halbfinale des Turniers, wo erneut gegen die Agenta Girls in zwei Durchgängen verloren wurde. Im Spiel um die Bronzemedaille wurden die härtesten nationalen Konkurrentinnen von Westsite Amsterdam bezwungen. Schon 2013 hatte sie die noch inoffizielle Europäische Clubmeisterschaft mit Camelot in Umag gewonnen. 2017 nahm sie wie ihre Landsfrau Eefke ter Sluis als Gastspielerin der OVB Beach Girls an den EBT-Finals teil und wurde wieder Vierte.
Erste internationale Meisterschaft für Schuurbiers waren die Europameisterschaften 2015 in Lloret de Mar. Nach einem Sieg gegen die Außenseiter aus Montenegro verloren die Niederländerinnen knapp im Shootout gegen Norwegen. Es folgte ein Sieg über die Spitzenmannschaft Kroatien, eine Niederlage gegen die Ukraine sowie zum Abschluss der Vorrunde zwei Siegen gegen Spanien und Schweden. Als Gruppendritte zogen die Niederländerinnen in die Hauptrunde ein, wo Russland und Polen geschlagen wurden. Als Gruppenerste zogen sie damit in das Viertelfinale ein. Dort unterlagen sie im Shootout Italien. Die weiteren beiden Platzierungsspiele gegen Russland und Polen wurden gewonnen und verloren, damit schlossen die Niederländerinnen die EM als Siebte ab. Schuurbiers kam in allen 12 Spielen zum Einsatz und erzielte 50 Punkte.
Für die EM 2017 am Jarun-See bei Zagreb wurde Schuurbiers erneut für die Europameisterschaften nominiert. Das niederländische Team startete mit einem überzeugenden Sieg gegen Deutschland in das Turnier und gewann gegen Dänemark, Russland und Ungarn auch alle weiteren Spiele ihrer Vorrunde und zogen als Gruppenerste in die Hauptrunde. Auch dort wurden alle vier Spiele gegen Italien, Frankreich, Griechenland und Norwegen gewonnen. Abgesehen von den beiden letzten Spielen waren alle Siege im Turnier bis dahin Zweisatz-Siege ohne Shootout. Ungeschlagen zogen die Niederländerinnen damit in das Viertelfinale gegen die Vierten der zweiten Hauptrunde, Polen, ein, und unterlagen diesen nach einem noch klar gewonnenen ersten Durchgang nach einem verlorenen zweiten Satz im Shootout. Danach verloren die Niederländerinnen auch die beiden folgende Platzierungsspiele nach zwei jeweils engen Sätzen im Shootout gegen Griechenland und Frankreich. Am Ende wurden die Niederländerinnen trotz des perfekten Starts nur Achte. Erneut kam Schuurbiers in allen Spielen zum Einsatz und erzielte 46 Punkte.

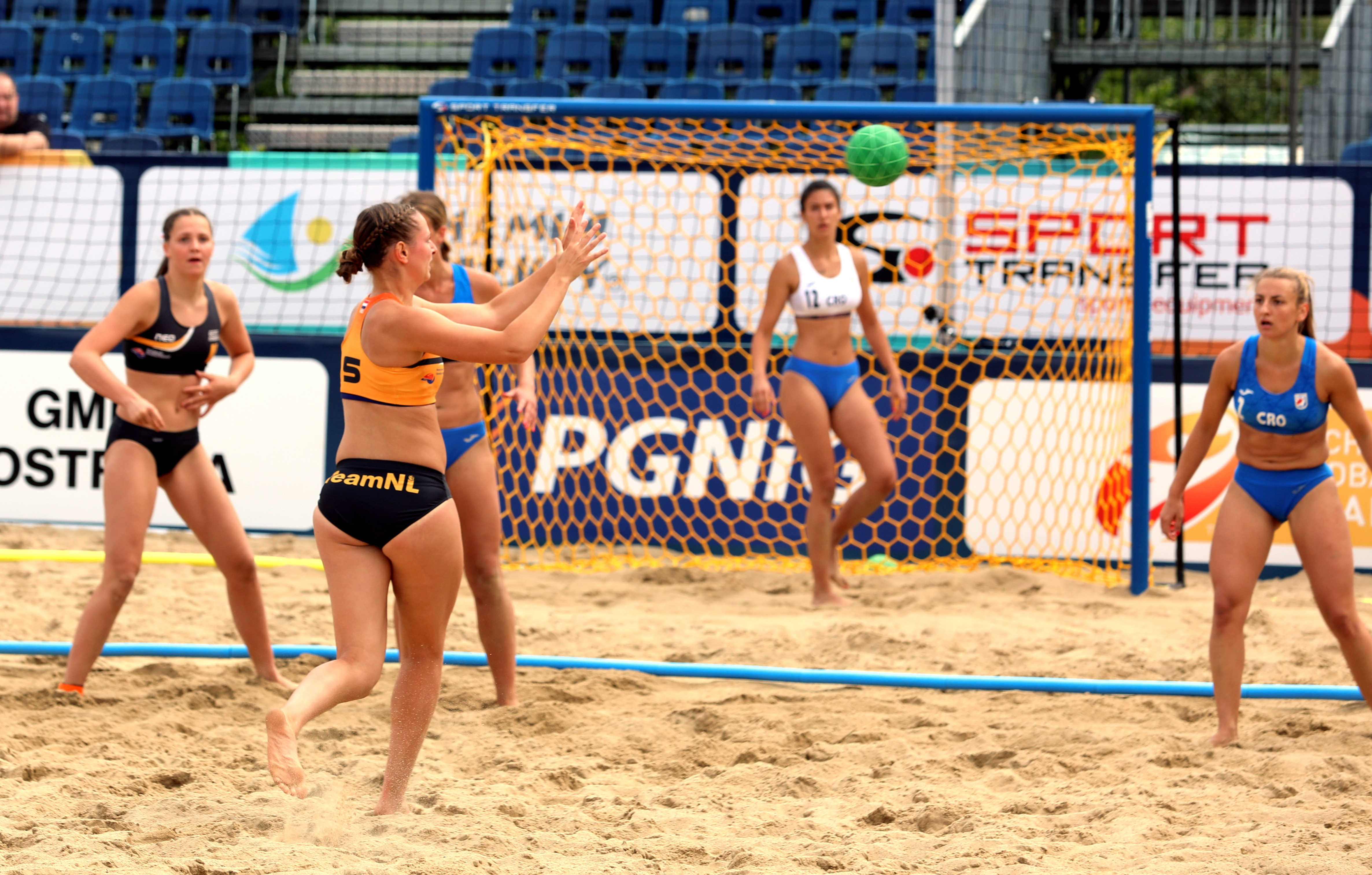
Schuurbiers (orange) im Angriff im Finale der EM 2019 gegen Kroatien (Marit van Ede (schwarz), Petra Lovrenčević (weiß), Kristina Smiljanić (blau))

Die Europameisterschaften 2019 in Stare Jabłonki, Polen, sollten besser verlaufen und den bis dahin größten Erfolg einer weiblichen Nationalmannschaft der Niederlande bei Europameisterschaften mit sich bringen. Mit Anna Buter und Marit van Ede in der Offensive, Amber van der Meij in der Defensive und Lisanne Bakker als Torhüterin verstärkte sich die erfahrene Mannschaft mit jungen Spielerinnen, die im Herbst zuvor erfolgreich bei den Olympischen Jugend-Sommerspiele 2018 in Buenos Aires gespielt hatten und als Viertplatzierte nur knapp eine Medaille verpasst hatten. In der Vorrunde besiegten die Niederländerinnen zunächst Rumänien und die Türkei; die Türkei trat ebenfalls mit der Olympiastarterin Dilek Yılmaz an. Gegen Kroatien, das ebenfalls mit zwei Spielerinnen von den Olympischen Jugendspielen – Anja Vida Lukšić und Petra Lovrenčević – spielte, wurde im Shootout verloren. Es folgte ein Sieg im Shootout über Norwegen. Hinter Norwegen zogen die „Oranjes“ als Zweitplatzierte ihrer Vorrundengruppe in die Hauptrunde ein. Das erste Spiel in der Hauptrunde war ein klarer Sieg über Polen und auch das folgende Spiel gegen die langjährigen Konkurrenten aus Ungarn – auch sie starteten mit fünf Spielerinnen der Olympischen Jugendspiele, Rebeka Benzsay, Csenge Braun, Gréta Hadfi, Réka Király und Gabriella Landi – wurde gewonnen. Nach dem abschließenden Sieg über Portugal zogen die Niederländerinnen als Zweitplatzierte der Hauptrunde hinter Kroatien in die Viertelfinalspiele ein, wo sie auf den amtierenden Weltmeister Griechenland trafen, das im Shootout besiegt wurde. Im Halbfinale kam es einmal mehr zum Duell mit Ungarn, das in zwei Sätzen verloren wurde. Im abschließenden Spiel um die Bronzemedaille wurde Kroatien dieses Mal geschlagen und vor allem im ersten Durchgang fast deklassiert. Schuurbiers wurde wieder in sechs der zehn Spiele (sie spielte nicht gegen die Türkei, Ungarn, im Viertel- sowie im Halbfinale) eingesetzt und erzielte zehn Punkte. Damit war sie die Niederländerin mit den wenigsten Spielen bei der EM, in der erstmals eine elfte Wechselspielerin für die niederländische Mannschaft nominiert wurde.
Seit 2016 ist Schuurbiers Assistenz-Nationaltrainerin bei der Juniorinnen-Auswahl der Niederlande im Beachhandball.

## Erfolge

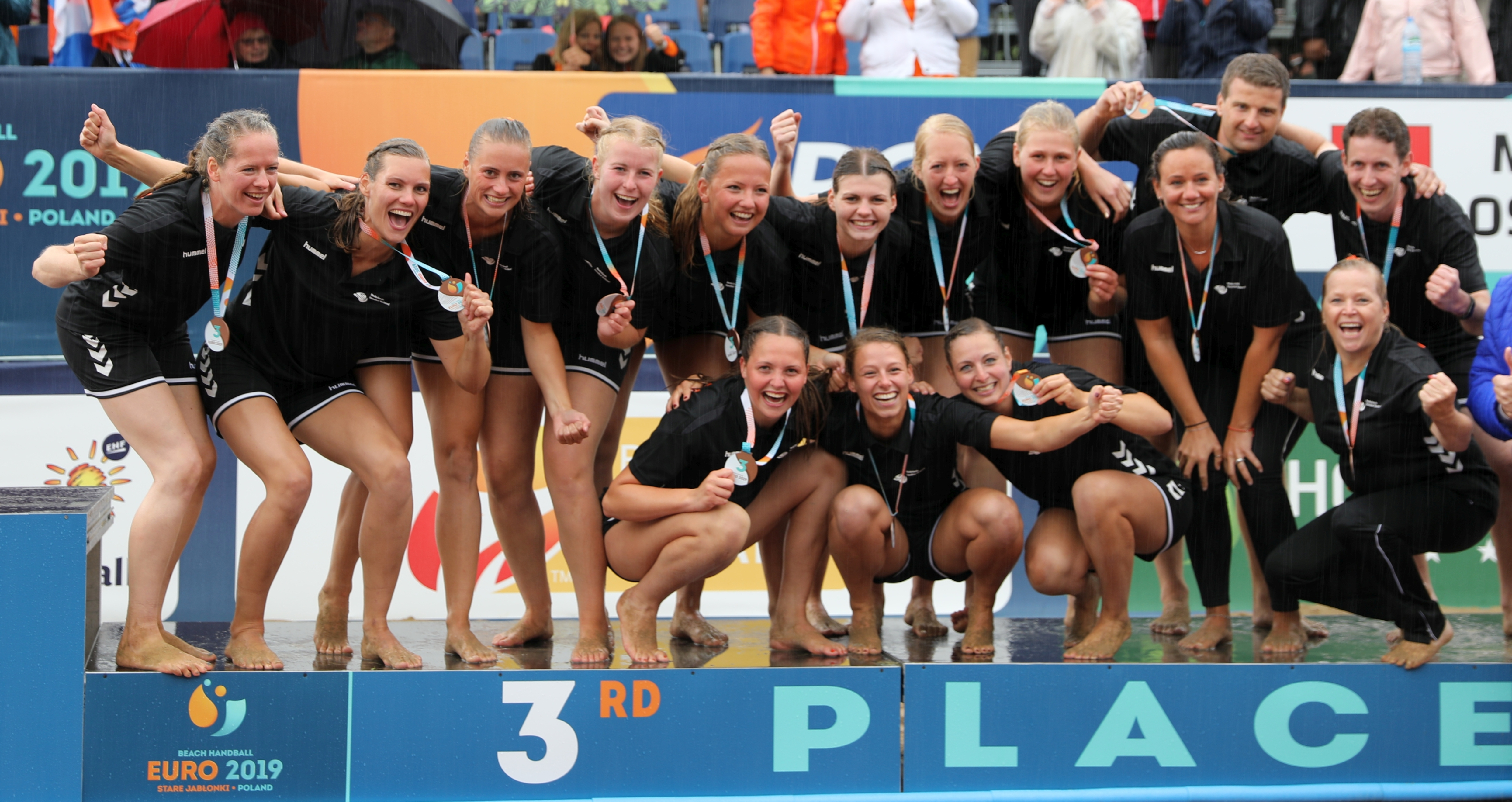
Das niederländische Team mit der Bronzemedaille bei den Europameisterschaften 2019

Europameisterschaften im Beachhandball
- 2019: 3.

EBT-Finals
- 2014: 6.
- 2015: 2.
- 2016: 3.
- 2017: 4.

## Einzelbelege
1. ↑  https://nl.linkedin.com/in/kim-schuurbiers-b8b5ab107
2. ↑  Handbalvereniging Heerle huldigt kampioenen – De Krant Wouw. Abgerufen am 6. August 2021.
3. ↑  Zoekresultaten voor “Schuurbiers”. In: HV Foreholte. Abgerufen am 6. August 2021 (niederländisch).
4. ↑  't Boekie. Jaargang 23, nummer 152 (niederländisch, fdocuments.nl [PDF; abgerufen am 6. August 2021]).
5. ↑  https://www.leidschdagblad.nl/cnt/dmf20190407_46768797
6. ↑  European Handball Federation – 2014 Women’s European Beach Tour / ebt FINALS. Abgerufen am 6. August 2021 (englisch).
7. ↑  European Handball Federation – 2015 Women’s European Beach Tour / ebt FINALS. Abgerufen am 6. August 2021 (englisch).
8. ↑  European Handball Federation – 2016 Women’s European Beach Tour / ebt FINALS. Abgerufen am 6. August 2021 (englisch).
9. ↑  Monique Jansen: Kim Schuurbiers Europees kampioen beachhandbal. In: Woendstrechse Bode. 24. Juli 2013, abgerufen am 6. August 2021 (niederländisch).
10. ↑  European Handball Federation – 2017 Women’s European Beach Tour / ebt FINALS. Abgerufen am 6. August 2021 (englisch).
11. ↑  European Handball Federation – 2015 Women’s ECh Beach Handball / Final Tournament. Abgerufen am 17. November 2020 (englisch).
12. ↑  European Handball Federation – 2017 Women’s ECh Beach Handball / Final Tournament. Abgerufen am 12. Dezember 2020 (englisch).
Europsko prvenstvo u rukometu na pijesku – rezultati. Abgerufen am 12. Dezember 2020.
13. ↑  Claudia ter Wal verovert bronzen medaille op het EK | Handbalvereniging PCA Kwiek. Ehemals im Original (nicht mehr online verfügbar); abgerufen am 12. Dezember 2020. (Seite nicht mehr abrufbar. Suche in Webarchiven)
14. ↑  Oranje. Abgerufen am 29. Januar 2021 (niederländisch).
15. ↑  European Handball Federation – 2019 Women’s ECh Beach Handball / Match Details. Abgerufen am 6. Juli 2020 (englisch).
16. ↑  European Handball Federation – 2019 Women’s ECh Beach Handball / Match Details. Abgerufen am 6. Juli 2020 (englisch).
17. ↑  European Handball Federation – 2019 Women’s ECh Beach Handball / Match Details. Abgerufen am 6. Juli 2020 (englisch).
18. ↑  European Handball Federation – 2019 Women’s ECh Beach Handball / Match Details. Abgerufen am 6. Juli 2020 (englisch).

| Personendaten    | Personendaten                     |
| ---------------- | --------------------------------- |
| NAME             | Schuurbiers, Kim                  |
| ALTERNATIVNAMEN  | Clarijs, Kim                      |
| KURZBESCHREIBUNG | niederländische Handballspielerin |
| GEBURTSDATUM     | 5. August 1991                    |